# Långrevet, Korsholm
Långrevet är en ö i Finland. Den ligger i Norra kvarken och i kommunen Korsholm i den ekonomiska regionen  Vasa i landskapet Österbotten, i den västra delen av landet. Ön ligger omkring 30 kilometer norr om Vasa och omkring 400 kilometer nordväst om Helsingfors.
Öns area är 16,6 hektar och dess största längd är 0,6 kilometer i sydväst-nordöstlig riktning.